# Хуэй Го
Хуэй Го (кит. 惠果, яп. Кэйка; 746-805) – выдающийся буддийский монах, седьмой патриарх эзотерического буддизма.

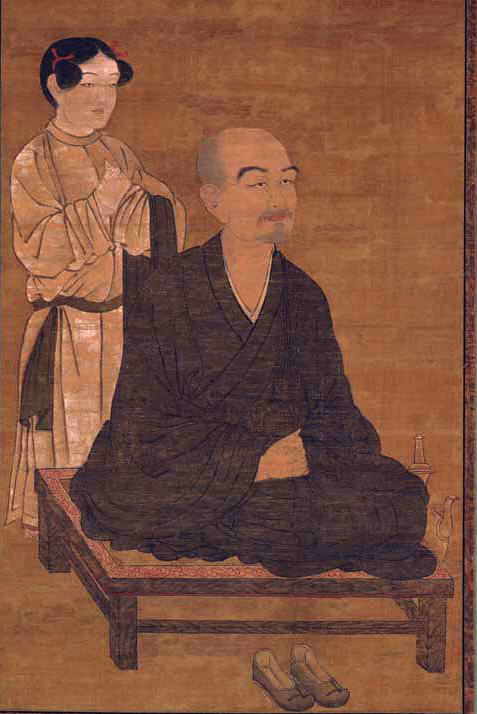
Портрет Хуэй Го. XIV век, Национальный Музей, Токио.

Хуэй Го происходил из пров. Шаньси. В девятилетнем возрасте он поступил в монастырь Цинлунсы, став послушником одного из учеников Амогхаваджры по имени Таньчжэнь. Позднее, в 765 году он стал учеником самого мастера (ачарьи) Амогхаваджры, который посвятил его в учение Ваджрашекхара-сутры, и провёл с ним  ритуал абхишека. Год спустя Хуэй Го принял полный монашеский обет. В 767 году в монастыре Баошу он изучал Сусиддхикара-сутру и прошёл йогическое посвящение у одного из учеников Шубхакарасимхи, корейца по имени Хёнчо, о котором мало что известно. 
В 771 году Хуэй Го стал служителем придворной капеллы. В 774 году скончался его учитель-гуру Амогхаваджра, и Хуэй Го как посвящённый и мастер ритуала перешёл под  покровительство императора Дай-цзуна (762-779). В 776 году император построил Восточную пагоду в монастыре Цинлунсы, которая стала постоянной резиденцией Хуэй Го. Он пользовался неизменным уважением как Дай-цзуна, так и наследовавшего ему императора Дэ-цзуна (779-805), который с 789 года стал оказывать монаху особое покровительство после успешного ритуала вызывания дождя.
Имя Хуэй Го было настолько широко известно, что к нему приезжали ученики из разных стран - Кореи, Японии и даже с острова Ява. Самым известным среди них стал японец Кукай, который в августе 805 года, за четыре месяца до кончины учителя, получил от него сокровенные знания и прошёл ритуал абхишека. В декабре 805 года Хуэй Го скончался в своей резиденции в Восточной пагоде монастыря Цинлунсы.
Хуэй Го не оставил после себя никаких письменных трудов. По всей вероятности, он занимался исключительно изустной передачей тайных знаний. О его религиозно-философских воззрениях известно благодаря трудам его ученика Кукая, который продолжал и развивал далее идеи своего учителя.
Во время становления эзотерического буддизма в Китае благодаря трудам Шубхакарасимхи и Амогхаваджры сформировались два направления. Одно шло от Шубхакарасимхи и основывалось на Махавайрочана-сутре, другое от Амогхаваджры и основывалось на Ваджрашекхара-сутре. Поскольку Хуэй Го получил посвящение от обеих ветвей эзотерического буддизма, он предпринял теоретические попытки объединить два направления в одно, примирив их противоречия. 
Эзотерический буддизм не имел долгой традиции развития в Китае, он продержался там чуть более ста лет, так и не сформировавшись в отдельную школу. Но учение Хуэй Го получило развитие в Японии, где его ученик Кукай, названный им в завещании «учителем Двух Тайных Алтарей», основал секту Сингон, имеющую долгую и богатую историю.